# نيكولاس توماس
نيكولاس توماس (بالإنجليزية: Nicholas Thomas)‏ هو عالم آثار أسترالي، ولد في 21 أبريل 1960 في سيدني في أستراليا.